# Gazi Yaşargil
Mahmut Gazi Yaşargil (IPA /ɡat.ʦiˈjɛr.ʤil/, ; Lice, 6 luglio 1925 – Stäfa, 10 giugno 2025) è stato un medico neurochirurgo turco ricercatore presso l'Università del Vermont, in collaborazione con Raymond M. P. Donaghy, nello sviluppo della micro neurochirurgia.
Ha trattato l'epilessia e i tumori al cervello con strumenti di sua invenzione. Dal 1953 fino al suo ritiro, avvenuto nel 1993 è stato prima residente, capo residente e poi professore e presidente del dipartimento di neurochirurgia presso l'Università di Zurigo e all'ospedale universitario di Zurigo. Nel 1999, all'incontro annuale dei Neurochirurghi, è stato nominato "neurochirurgo del secolo". 
È morto nel 2025, a poco meno di un mese dal centesimo compleanno.

## Biografia

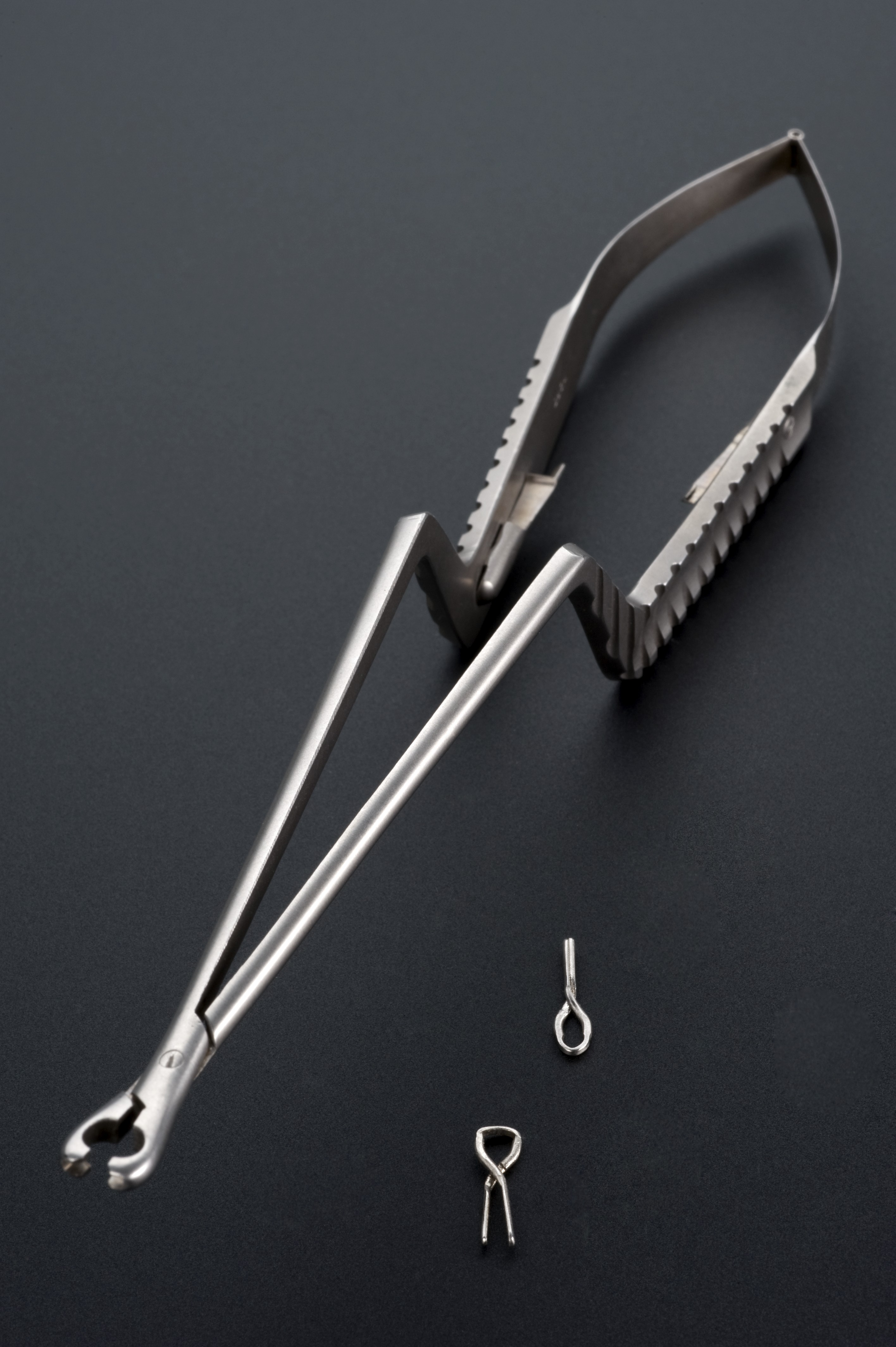
Yasargil clips con il forcipe per il loro posizionamento; si tratta di minuscole pinze metalliche inventate da Yaşargil e tuttora usate in neurochirurgia a supporto del trattamento degli aneurismi.

Dopo aver frequentato l'Ankara Atatürk Lisesi e l'Università di Ankara, in Turchia, tra il 1931 e il 1943 si reca, prima a Vienna, dopo in Germania per studiare medicina per due semestri presso l'Università Friedrich Schiller di Jena. Alla fine della IIª guerra mondiale  arrivò a Basilea, nei suoi ricordi finali, intervistato alla soglia del secolo d'età, ricordava che aveva in tasca, all'epoca, 200/300 franchi svizzeri e il grande sogno di di studiare in Europa. Non partecipando a feste e perdite di tempo, mai bevendo alcoolici o fumando, concentrandosi intensamente nello studio. Già  negli anni in cui divenne padre si divertiva a creare modelli ritagliando il legno compensato (che poi mostrava agli  studenti) scrivendo sopra di esso cosa dovevano rappresentare (aree del cervello o del midollo spinale), praticando fori legati poi da fili di ferro di vari diametri che dovevano simulare i collegamenti dei neuroni, le sinapsi, i vasi sanguigni, l'arteria comunicante anteriore e quella media.
Grazie al suo genio nello sviluppo di tecniche microchirurgiche nel campo della neurochirurgia, coadiuvato dal primario e fondatore della neurochirurgia svizzera professor Hugo Krayenbühl, a Zurigo, Yaşargil ha sfruttato e migliorato tecnologie emergenti come l'angiografia per sviluppare la microchirurgia. I suoi contributi alle tecniche microchirurgiche includono la creazione di strumentazione innovative: il microscopio flottante, il retrattore regolabile autobloccante, vari strumenti microchirurgici e clip e gli applicatori ergonomici per aneurisma. Il suo genio nello sviluppo di tecniche microchirurgiche per l'uso in neurochirurgia cerebrovascolare ha trasformato i risultati e più specificatamente il settore delle malattie cerebrovascolari curando pazienti considerati prima inoperabili con le precedenti tecniche.. Nel 1969 diventa professore associato, nel 1973 professore e presidente del Dipartimento di Neurochirurgia dell'Università di Zurigo superando il suo mentore, il professor Hugo Krayenbühl Nel corso dei vent'anni successivi svolge attività di laboratorio e applicazioni cliniche di microchirurgia, eseguendo a Zurigo, 7.500 operazioni intracraniche, fino al suo ritiro nel 1993. Nel 1994, accetta la nomina a professore di Neurochirurgia presso il Collegio di Medicina dell’Università dell'Arkansas per le scienze mediche di Little Rock, dove era rimasto attivo per molti anni nel settore della micro-neurochirurgia, nella ricerca e nell'insegnamento.
 I suoi studi sulla struttura cerebrale
Gazi Yaşargil ha iniziato con lo studio profondo dei ventricoli cerebrali, i canali che sono tutti interconnessi, dei fori laterali di Luschka e di Magendie, i collegamenti col midollo spinale, il tubo neurale. Anche la parte interna del sistema ventricolare cerebrale e degli spazi subaracnoidei, ove scorre il liquido cefalorachidiano prodotto dalle cellule ependimali dei plessi corioidei. 
Sono proprio questi studi per curare le patologie che si presentano, a fare acclamare, insieme a Harvey Cushing, Yaşargil come uno dei più grandi neurochirurghi del ventesimo secolo. Ha contribuito a formare tre generazioni, definendo ciò che è possibile e non in neurochirurgia e dimostrando come raggiungerlo. Nel laboratorio di micro-neurochirurgica anatomica a Zurigo ha formato circa tremila colleghi provenienti da tutto il mondo, e di tutte le specialità. Ha partecipato a diverse centinaia di congressi nazionali ed internazionali di neurochirurgia, simposi, e corsi. Stimatissimo nella società turca è indicato come un modello esemplare e perenne per i giovani turchi.
Fu sposato dal 1983 con Dianne Bader-Gibson Yaşargil, infermiera di alta specializzazione in camera operatoria, responsabile al suo fianco fin dal 1973. Coppia affiatata nella vita anche per il comune amore per la medicina e la chirurgia, lei ha attivamente collaborato anche nella stesura dei testi scientifici con il celebre marito, raccogliendo, catalogando gli scritti anche sotto dettatura. Nei vari volumi di microchirurgia lei non volle neppure essere nominata come collaboratrice.

## Pubblicazioni
Ha pubblicato le sue esperienze chirurgiche in 330 documenti e tredici monografie. La pubblicazione in sei volumi di Microneurochirurgia (1984-1996, Georg Thieme Verlag Stuttgart-New York) , la revisione completa delle sue ampie esperienze, e un importante contributo alla letteratura neurochirurgica.

## Adesioni
- 1973-1975 Presidente della Società di Neurochirurgia della Svizzera.

## Riconoscimenti
- 1957 Dalla Società Oftalmologica Svizzera il premio "Vogt-Award"
- 1968 Dall'accademia svizzera delle scienze mediche il premio "Robert-Bing"
- 1976 Dalla federazione svizzera il premio "Marcel-Benoit"
- 1980 Nominato "Neurochirurgo dell'anno"
- 1981 Dall'International Microsurgical Society di Sydney, in Australia ha ottenuto il riconoscimento quale "Pioniere della microchirurgia"
- 1988 Dall'Università di Napoli ha ricevuto la "Medaglia d'onore"
- 1992 Dalla Repubblica di Turchia un "Riconoscimento medico"
- 1997 Dalla Federazione Mondiale della Neurochirurgical Societies riceve una Medaglia d'oro.
- 1998 Dall'Università dell'Arkansas per le Scienze Mediche viene riconosciuto quale "Studente distinto dell'università"
- 1998 Dalla brasiliana Neurochirurgical Society viene riconosciuto come "Neurochirurgo del secolo"
- 1999 Dall'associazione Europea dei chirurghi neurologici ottiene la "Medaglia d'onore"
- 1999 Dalla rivista Neurochirurgia, al Congresso annuale dei chirurgi neurologici viene premiato come "Neurochirurgo del secolo 1950-1999"
- 2000 Dalla Società di Neurochirurgia tedesca riceve la Medaglia "Fedor Krause"
- 2000 Dall'American College of Surgeno riceve l'"Amicizia onoraria"
- 2000 Dalla turchia la "State Medal of Distinguished Service"[10]
- 2000 Premio dell'Accademia turca delle Scienze
- 2002 Riconoscimento internazionale "Francesco Durante", Italia

## Curiosità
- Yaşargil era il migliore amico del poeta Can Yücel (1926-1999), entrambi frequentarono l'Ankara Atatürk Lisesi. Yücel, traduttore dal turco per la BBC, era il figlio del ministro della cultura Hasan Âli Yücel (1897-1961).
- Uno dei tre figli di Gazi Yaşargil, Can, nato nel 1959 è un'artista e pittore.
- Intervistato negli ultimi anni, ha sempre ribadito che "non esistendo ancora studi definitivi sugli effetti cerebrali dei telefoni cellulari è  meglio non utilizzarli troppo spesso vicino e che dovrebbero essere tenuti assolutamente lontano dalla portata dei bambini, avendo il cervello in formazione". Yaşargil ha anche avvertito che l'inquinamento ambientale potrebbe avere un impatto negativo sui nostri geni.[11]